# 한설희
한설희는 대한민국의 마술사이다.

## 수상 경력
- 2015 라트비아위자드트로피 월드 베스트 매니퓰레이션 마술사 상
- 2012 tvN 매직토너먼트 마법의왕 우승
- 2009 FISM 피즘월드매직챔피언쉽오브매직 매니퓰레이션 1위
- 2009 월드매직세미나 라스베가스 SARMOTI 어워드
- 2009 블랙풀매직컨벤션 스테이지 우승
- 2009 블랙풀매직컨벤션 최고의 오리지널 액트상
- 2008 일본 아사히TV GOD HANDS 매직배틀 우승
- 2008 토리노세인트빈센트매직컨벤션 종합 우승
- 2008 토리노세인트빈센트매직컨벤션 스테이지 1위
- 2007 이탈리아매직컨벤션 스테이지 우승
- 2007 부산국제매직페스티벌 스테이지 우승
- 2005 BIMF 전국마술대회 아이디어네트워크 특별상
- 2005 대한민국국제클로즈업마술대회 인기상
- 2005 하이서울매직페스티벌 클로즈업 대상

### 방송 경력
방송 경력
- CF - 애니콜 시보광고 2회 (With 손담비, 유이), 삼성모바일디스플레이, KT와이브로, 싸이월드 C로그
- SBS - 놀라운 대회 스타킹 2회 출연, 패션왕-비밀의상자
- MBC - 느낌표!, 시사매거진 2580, 톡톡톡 오후2시, 생방송 화제집중, 마이 리틀 텔레비전
- KBS - 사랑의 가족, KBS중계석, 성장다큐 꿈, 빅마마 아빠수업, 무한지대Q, 연예가중계
- tvN - 코리아 갓 탤런트 파이널 리스트, 매직 토너먼트 마법의 왕, 쇼킹동영상 비주얼 서스펙트
- Mnet - 햅틱미션, MnetKM Music Video Festival
- EBS - 교육이 미래다, 생방송 톡톡 보니하니
- 채널A - 스토리텔링 매직쇼
- MBC MUSIC, Youtube - 멜론뮤직어워드2012 시상자 및 공연